# Pierre Gouws
Pierre Gouws (* 14. April 1960) ist ein ehemaliger simbabwischer Radrennfahrer.

## Sportliche Laufbahn
Gouws war im Straßenradsport aktiv und Teilnehmer der Olympischen Sommerspiele 1988 in Seoul. Im olympischen Straßenrennen belegte er den 99. Platz.
1990 startete er bei den Commonwealth Games im Straßenradsport. Im Einzelrennen kam er nicht ins Ziel.